# ウルフ・フィントアイゼン
ウルフ・フィントアイゼン（Ulf Findeisen、1962年3月2日 - ）は東ドイツ、カール＝マルクス＝シュタット県（現在のザクセン州の一部）Zschopau出身の元スキージャンプ選手。1980年代に東ドイツ代表として活躍した。

## プロフィール
フィントアイゼンはWünschendorfで父をコーチにスキージャンプを始め、13歳の時オーベルヴィーゼンタルのスポーツクラブSC Traktor Oberwiesenthalへ移りイェンス・バイスフロクらとともにトレーニングを積んだ。
1982年12月30日のオーベルストドルフでスキージャンプ・ワールドカップにデビュー。ジャンプ週間では4戦いずれも30位以下と振るわなかったが1月9日のハラコフで初の一桁順位（5位）となると以降7位、4位と上位の成績を残した。また東ドイツ選手権の90m級で優勝した。
翌1983-1984シーズンも東ドイツ選手権の90m級で優勝、1984年ノルディックスキー世界選手権では団体戦銀メダル獲得に貢献した。
1986年1月19日、地元オーベルヴィーゼンタルでワールドカップ初優勝、総合17位となった。翌1986-1987シーズンはベストシーズンとなりジャンプ週間では第2戦ガルミッシュ＝パルテンキルヒェンで3位となり総合でも自己最高の3位、続いてチェコスロバキアの
ストルブスケ・プレソでワールドカップ通算2勝目をあげた。さらに1987年ノルディックスキー世界選手権にも出場、ここでは70m級25位、90m級27位とあまり目立たなかったが、ワールドカップのシーズン総合では自己最高の12位となった。
1990年に現役を引退した後は故郷ZschopauのスキークラブSV ZSCHOPAUでジュニアの指導に当たり、現在は同クラブの会長も務めている。